# Lilium bulbiferum
Il giglio rosso o giglio di San Giovanni (Lilium bulbiferum L.)  è una pianta della famiglia delle Liliacee. Il nome comune fa riferimento al fatto che la specie tendenzialmente mostra un apice della fioritura verso fine giugno, periodo nel quale cade la ricorrenza di San Giovanni (24 giugno).

## Descrizione
È una pianta perenne, alta 30–90 cm, con fusto eretto, robusto, foglioso fino in alto; foglie basali e cauline sparse, lineari lungamente acuminate; fiori (1-6) in ombrella compatta, rivolti verso l'alto; petali (6) da ellittici a largamente obovati, giallo-aranciati, con punteggiature più scure in rilievo.
Fiorisce da maggio a luglio. Presenta dense infiorescenze erette di colore giallo-arancio punteggiato di marrone, su steli di circa 1 metro di altezza. Si moltiplica facilmente con i bulbilli prodotti sullo stelo.

## Distribuzione e habitat
La specie è diffusa in Europa centrale e meridionale Cresce spontanea sui pendii erbosi ed assolati dei monti italiani; si trova nelle radure, ai margini dei boschi e nei pascoli subalpini ed appenninici da 100 a 1800 m.

## Tassonomia
In Italia sono presenti due sottospecie: Lilium bulbiferum subsp. croceum (Chaix) Jan e Lilium bulbiferum subsp. bulbiferum; la prima è presente in tutte le Regioni con l'eccezione di Sicilia, Sardegna e Friuli Venezia Giulia, mentre la sottospecie nominale è presente solamente in Veneto, Trentino-Alto Adige e Friuli Venezia Giulia. Le due sottospecie si distinguono agevolmente dato che la sottospecie bulbiferum  (come indica l'epiteto stesso) reca all'ascella delle foglie superiori dei bulbilli che utilizza come sistema di propagazione vegetativa.